# アブ・アル＝フィダ
アブ・アル＝フィダ（英語Abu al-Fida/アラビア語: أبو الفداء、1273年11月－1331年10月27日）は、中世マムルーク朝シリアの武将・政治家・歴史家・地理学者。アイユーブ朝の王族出身（サラディンの兄の末裔）。後にシリアのハマーにアイユーブ朝政権（マムルーク朝の保護国）を樹立した。

## 経歴
アブ・アル＝フィダの家は代々アイユーブ朝の一員としてハマーを治め、マムルーク朝への政権交替後も引き続き同地を治めていた。彼の父は領主の弟に当たっていたが、モンゴル帝国の侵入によって領主一家がダマスカスに逃れた際にこれに従い、アブ・アル＝フィダはここで生まれた。彼は父や従兄弟（領主）とともにマムルーク朝のカラーウーン・アシュラフ・ハリール父子による十字軍との最後の戦いに従い、1285年のマルガト、1289年のトリポリ、1291年のアッコン攻略戦に参加している。その後もイル・ハン朝や小アルメニア王国との戦いに参加して活躍した。この間の1291年にはマムルーク朝の十人長、翌年には四十人長に任ぜられている。
ところが、1299年8月20日、従兄弟の急逝によってハマーのアイユーブ朝嫡流は断絶し、支配権を喪失した。その年、マムルーク朝では幼くしてスルターンの地位を追われていたナースィル・ムハンマド（アシュラフ・ハリールの弟）が復権し、アブ・アル＝フィダは彼に仕えた。1301年には再び小アルメニア王国を攻めて大打撃を与え、続くイル・ハン朝ガザン・ハンによるシリア侵攻軍をタドモルで打ち破った。
ところが、1309年にナースィル・ムハンマドが再度王位を追放される。これに対して翌1310年、アブ・アル＝フィダは彼の復位計画に参加して成功する。その功績によって同年10月14日にハマーの知事に任命され、1312年8月30日にはマリク（領主）の称号が与えられた。とは言え、マムルーク朝の副王がダマスカスにおり、アブ・アル＝フィダはその指揮下にあった。アブ・アル＝フィダはナースィル・ムハンマドらに経済的支援を行い、1315年のマラティア遠征にも参加して自己の政治的立場とその背景にあるナースィル・ムハンマドの政権の強化に努めた。
1319年から翌年にかけて行われたナースィル・ムハンマドのメッカ巡礼に随従したアブ・アル＝フィダは、1320年2月28日にスルターンの称号が認められ、シリアにおけるマムルーク朝領主・知事の筆頭の地位に就いた。彼はハマーに多くの建築物を建てて町の発展に尽くした。彼は1331年に没するまでナースィル・ムハンマド政権の重鎮として活躍した。彼の没後、息子がその地位を継承したが、1341年のナースィル・ムハンマドの死によってその地位を失い、アイユーブ朝は名実ともに滅亡した。

## 歴史家として
アブ・アル＝フィダは学問にも優れ、特に中世イスラム世界を代表する歴史家として知られている。代表的な著作として知られている『人類史綱要（Tarikhu 'l-mukhtasar fi Akhbari 'l-bashar）』（en）は、アダムの時代から1329年までの歴史を記している。前半の序説は簡略で、13世紀前半まではイブヌル・アシールの著作の要約であり、独自の発展が緩やかとなり先人の成果の集成に重きを置かれるようになった14世紀のイスラム世界の学術の状況を反映している。その一方で13世紀後半以後は彼自身が政治・軍事の中心人物として直接関わった事項が多く含まれており、十字軍末期の状況やマムルーク朝及びシリアの動向を知る上で重要な情報を残している。また、『諸国の秩序（Taqwim al-Buldan）』は、中国から大西洋諸島部、フランクからスーダン（サハラ砂漠以南）の世界を28地域に分割して解説している。アブ・アル＝フィダは中国やインド、ヨーロッパを訪れた経験がないため、多くは先人の地理書の集成であるが、各地域・都市の位置・読み方、特徴などをまとめた表を導入して分りやすくするなどの工夫が見られる。
他にもイスラム法学や薬学の著書があったと言われているが、散逸して伝わっていない。